# Juan Ruiz de Robledo
Juan Ruiz de Robledo (¿Segovia?, c. 1570 o 1585 - Berlanga, después de 1644; fl. 1570-1644) fue un compositor y maestro de capilla español, posteriormente prior de la colegiata de Berlanga de Duero.

## Vida
Fue infante del coro de la Catedral de Segovia, donde se formó musicalmente. Quizás fuese alumno del maestro Sebastián Vivanco, que ocupó el magisterio segoviano de 1577 a 1588.
Hacia 1607/1608 era maestro de capilla de la Colegiata de Toro, como indica la documentación de las oposiciones al magisterio de la Catedral de Sigüenza a las que se presentó. En el examen tuvo que enfrentarse a Diego López, presbítero de Murcia; a Juan Ciscar o Siscar, maestro de capilla de la Catedral de Valladolid; y a Pedro Fernández Buch, maestro de la Catedral de Santo Domingo de la Calzada, que acabaría consiguiendo el puesto. El juez de la oposición sería nada menos que el maestro Pedro de Pastrana.
En 1611 fue nombrado maestro de capilla de la Catedral de León. El musicólogo Barton Hudson afirma que lo fue durante 34 años. Posteriormente fue nombrado para el magisterio de la Catedral de Valladolid, nombramiento que el maestro Pedro Aizpurua Zalacain sitúa en 1616 y el musicólogo Palacios Sanz lo precisa al 11 de abril de 1616. En cualquier caso, es seguro que hacia 1627 Ruiz era maestro de Valladolid. Esta información es contradictoria con el hecho de que Robledo permaneciese 34 años en el magisterio de León, ya que otros maestros ocuparon el cargo leonés entre 1582 y 1616: Alonso de Tejeda entre 1591 y 1593; y Diego de Bruceña entre 1594 y 1600. Durante su magisterio vallisoletano, Ruiz consiguió un canonicato.
Durante su estancia en León y Valladolid fue muy exigente con sus músicos, lo que produjo capillas de música de gran calidad. En León, cualquier beneficiado que desafinase o tuviera defectos de dicción podía ser castigado y en Valladolid todo prebendado que tras un año de formación no pasase un examen de música era castigado con la privación del pan y el vino. Permaneció en el magisterio de Valladolid hasta el 5 de noviembre de 1627.
En 1644 fue nombrado prior de la Colegiata de Berlanga de Duero, donde al parecer falleció.

## Obra
Juan Ruiz de Robledo se cuenta dentro de la escuela polifónica castellana, heredera del esplendor polifónico de la corte de Alfonso X el Sabio y la iglesia toledana.
La música de Ruiz que ha sobrevivido se encuentra incluida en su obra inédita Misas, psalmos, Magnificas, motetes, y otras cosas tocantes al culto divino (Madrid, 1627), de la que existen copias en la Biblioteca Nacional y los archivos catedralicios de Barcelona, Valencia y Valladolid. Incluye siete misas,, nueve magníficats y 49 otras composiciones.
Un segundo libro de Ruiz, Laura de música eclesiástica, también permaneció inédito. Dos copias se encuentran en el Real Monasterio de El Escorial y otra en la Biblioteca Nacional. El libro es de un tratado de asuntos eclesiásticos y pácticas litúrgicas. pero también contiene una larga defensa de la música, contra aquellos que la consideran un arte mecánico, sin decencia, gravedad o reglas sonoras.